# Haïta păstorul
„Haïta păstorul” (titlu original „Haïta the Shepherd”) este o povestire a scriitorului american Ambrose Bierce care a apărut în numărul din 24 ianuarie 1891 al revistei The Wave.

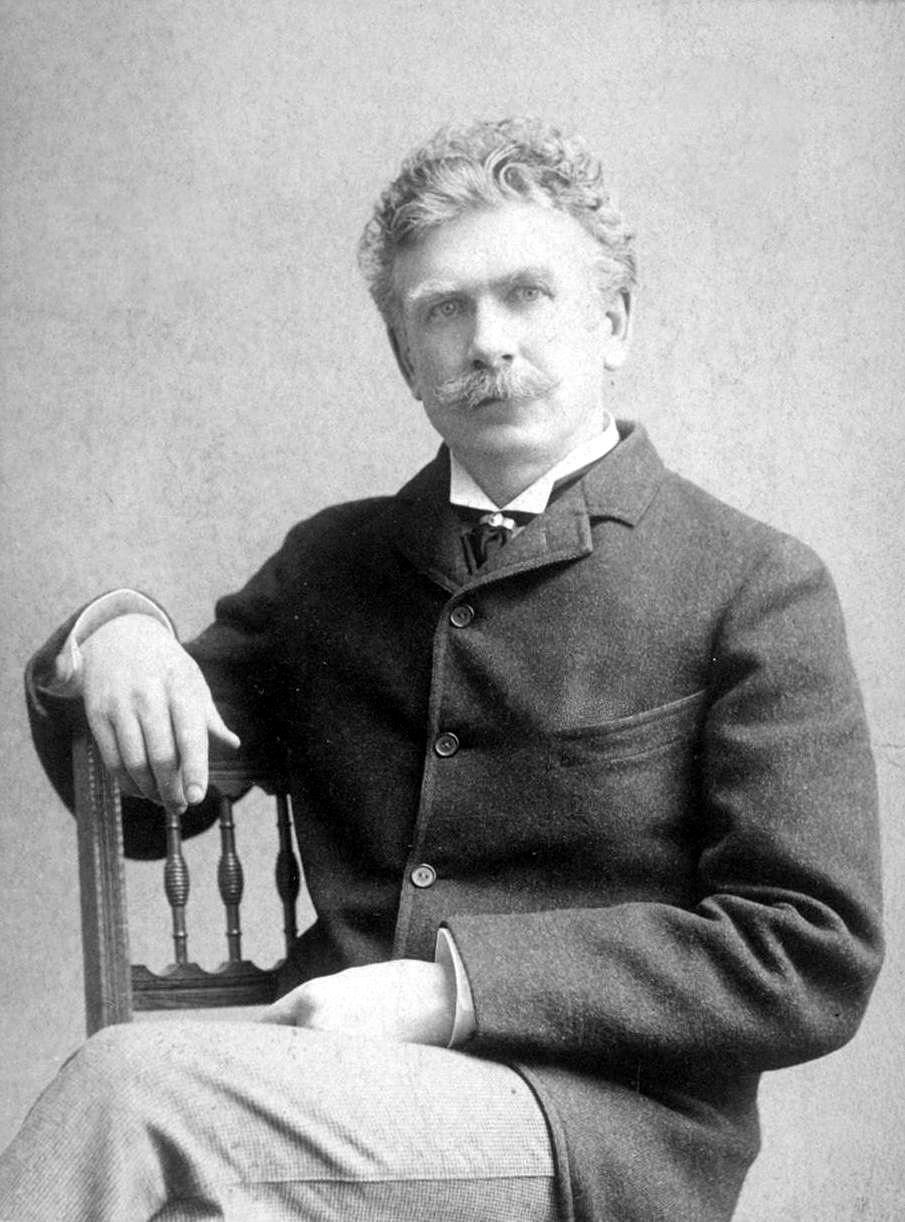
Ambrose Bierce în 1892

În limba română a apărut în 1974 în volumul Un călăreț prin cer și alte povestiri  în traducerea Fridei Papadache și în 2005 în Valea bântuită în traducerea Corneliei Marinescu.
Entitatea Hastur a apărut pentru prima dată în povestirea lui Bierce, „Haïta păstorul”,  ca un zeu benign al păstorilor. Povestirea, alături de „Locuitorul din Carcosa”, se crede că au influențat povestirile scriitorului de ficțiune ciudată Robert W. Chambers din Regele în galben (1895), care prezentau Hastur, Carcosa, Lacul lui Hali și alte nume și locuri inițiate în aceste povestiri.

## Prezentare
Păstorul Haïta duce o viață idilică și întâlnește o femeie care dispare ori de câte ori încearcă să intre în legătură cu ea. El află că aceasta este fericirea, pe care o poate avea doar dacă îi ignoră prezența.